# Ceioni Bas
Ceioni Bas (Ceionius Bassus) va ser un magistrat romà del segle iii.
Va ser nomenat cònsol. Podria ser el cònsol del 271 (però més probablement aquell any ho era Pomponi Bas), del 284 (cònsol sufecte) o fins i tot del 317.
Flavi Vopisc conserva una carta de Ceioni Bas enviada pel seu amic l'emperador Luci Domici Aurelià, respecte de la destrucció de la ciutat de Palmira.